# Сражение при Доростоле
Сражение при Доростоле — одно из сражений между византийцами и печенегами, произошедшее в августе 1087 года.
Печенеги поселились в византийской феме Паристрион, на территории современной северной Болгарии. Отвергнув мирные предложения печенегов, император Алексей I Комнин двинулся с армией из Константинополя, пересек Балканские горы и достиг Доростола (современная Силистра), главного города Паристриона. После непродолжительной осады город был взят, но цитадель продолжала сопротивление. 
Опасаясь скорого подхода главного печенежского войска, Алексей решил отступить, но печенеги догнали византийцев. Последовавшее сражение было упорным и с тяжелыми потерями с обеих сторон. Исход сражения оставался нерешенным до самого вечера. Прибытия на поле боя новых печенежских подкреплений вызвало панику в византийских рядах. Алексей пытался сплотить своих людей личным примером, но боевой дух и дисциплина в рядах его армии рухнули, и греки запаниковали и бежали, вынудив своего императора последовать за ними.
Ночью прибыл император в Голою, по другую сторону Балкан, а через день явился в Верое. Когда в столице узнали о печальной развязке похода, то между гражданами распространилась ироническая поговорка: «От Дерстра до Голои хорошая станция, Комнин».
Победа при Доростоле открыла балканские провинции империи для набегов печенегов. В течение следующих лет печенеги и византийцы провели несколько кампаний, пока Византия не одержала решающую победу в битве при Левунионе в 1091 году, положив конец угрозе империи со стороны печенегов.